# ديميو فان دير هورست
ديميو فان دير هورست (بالهولندية: Dimeo van der Horst) مواليد 23 يونيو 1991 في أمستردام، هو لاعب كرة سلة هولندي. بدأ مسيرته الاحترافية في سنة 2007. يحمل الرقم 13. لعب مع نادي أمستردام لكرة السلة وماتريكس ماجيكس في الدوري الهولندي لكرة السلة.

## روابط خارجية
- ديميو فان دير هورست على موقع fiba3x3.com (الإنجليزية)
- ديميو فان دير هورست على موقع كرة السلة الأوروبية.كوم (الإنجليزية)
- ديميو فان دير هورست على موقع ريلجم (الإنجليزية)
- ديميو فان دير هورست على موقع بروبوليرز (الإنجليزية)
- ديميو فان دير هورست على موقع اللجنة الأولمبية الدولية (الإنجليزية)
- ديميو فان دير هورست على موقع أوليمبيديا (الإنجليزية)